# X Pavonis
X Pavonis är en halvregelbunden variabel (SRB)  i stjärnbilden Påfågeln. 
Stjärnan är av visuell magnitud +8,26 och varierar med en amplitud av 0,44 och en period av 199,19 dygn.